# Eugène de Labareyre
Le général Eugène de Labareyre (1799-1867) est un officier français du XIXe siècle. Il est principalement connu pour avoir pris part au coup d'État du 2 décembre 1851 et pour avoir commandé la 2e brigade de cavalerie lors de la bataille de Solférino. Il est le 2e baron de Labareyre.

## Famille
Fils du baron Alexandre Laurent Garnier de Labareyre et d'Eugénie du Besse, Jean Henry Louis Eugène Garnier de Labareyre nait le 30 novembre 1799 à Valence.
Il appartient à la famille Garnier de Labareyre et est l'ainé de Marie Henriette et du colonel Henry Alexandre de Labareyre.
Le 14 mars 1842, il épouse Marie Louise Gorsas. De cette union sont issus deux enfants, Louis Henri, 3e baron de Labareyre et directeur de la banque de France de Grenoble et Georges, officier de cavalerie.

## Biographie
En 1815, pendant les Cent-Jours, à peine âgé de 16 ans, il combat les troupes napoléoniennes et obtient un brevet de sous-lieutenant aux dragons de l'Hérault.
Il fut ensuite diplômé de l'école de cavalerie de Saumur obtint le grade de lieutenant et s'engagea en 1823 dans la campagne d'Espagne.
Le 28 septembre 1827, il est promu capitaine et est attaché en qualité d'instructeur au 10e régiment de dragons.
Le 28 juillet 1840 il est chef d'escadrons au 2e régiment de chasseurs, puis est décoré de la Légion d'honneur le 24 avril 1842.
En 1846, il devient lieutenant-colonel au 10e régiment de chasseurs.
Le 17 janvier 1850, il devient colonel du 12e régiment de dragons,.

Selon le journal de Toulouse, le 3 mars 1850.
Il est adoré de son régiment dans lequel il a fait régner constamment la plus exacte discipline. C'est un homme simple, droit, charitable, faisant le plus noble usage de sa fortune. Plein de fermeté et de modération, il allie les qualités de soldats à celles de l'homme du monde. Il est appelé dans l'un des départements placés sous l'état de siège, et l'on peut compter que les ennemis de l'ordre trouveront en lui un adversaire infatigable et déterminé.
Il prit part au coups d'Etat du 2 décembre 1851 et fut huit jours plus tard érigé officier de la Légion d'honneur.
Le 7 juin 1854, il devient général de brigade commandant la subdivision de l'Isère et des Hautes-Alpes, puis une brigade de cavalerie de l'armée de Lyon à la tête de laquelle il participe à la campagne d'Italie.

### Bataille de Solférino
En 1859, il participe à la bataille de Solférino à la tête de la 2e brigade de cavalerie de l'Armée d'Italie composée des régiments de lanciers. À la suite de cette bataille, il est promu commandeur de la Légion d'honneur et du Mérite militaire de Savoie.
Le 4 mai 1859, le maréchal de Castellane demande au maréchal Vaillant, ministre de la guerre à ce que la brigade des lanciers commandée par le général de Labareyre dont il vante la valeur soit mobilisée dans la campagne d'Italie.
Au plus fort de la bataille, le général de Labareyre intervient à la tête de la brigade des lanciers, se précipite sur les Autrichiens et permet le refoulement de leurs colonnes. Au cours de cette offensive, le prince Karl de Windisch-Graetz trouve la mort, le drapeau de son régiment est pris ainsi que 3 pièces de canons. L'offensive permis au général de Labareyre de faire un grand nombre de prisonniers.

Le 17 juillet 1859, la Chronique publie sa lettre de félicitations au colonel de Boulancy.
Mon cher colonel,
Le 1er [régiment] de lanciers a eu hier, pendant la bataille de Solférino, l'attitude de vieux soldats qu'on aurait dit éprouvés depuis long-temps.
Il a fait une charge vigoureuse dont l'élan a arrêté les progrès des bataillons ennemis et a ranimé le courage de l'infanterie française qui, reprenant la charge, n'a pas tardé à reprendre à conquérir les fortes positions des Autrichiens en nombre, autour de la ferme de Campano.
Vos lanciers ont été dignes de la France et de l'Empereur, et, je veux qu'ils sachent que je suis heureux et fier d'avoir eu à commander à de pareilles troupes.
Recevez, etc...

Le général de Brigade, Comte de Labareyre

### Retour en Ardèche
A partir d'aout 1859, il commande la subdivision de la Drôme et de l'Ardèche puis passa dans le cadre de réserve, le 1er décembre 1861.
Retiré alors au château de Thodure, il y remplissait paternellement les fonctions de maire, lorsqu'il mourut le 24 juin 1867, " ayant toujours eu pour devise : Honneur et loyauté ", suivant l'expression d'un de ses compagnons d'armes.

## Titre de noblesse
- 2e Baron de Labareyre (13 juin 1846 - 24 juin 1867)

## Distinctions
- Commandeur de la Légion d'Honneur (28 juin 1859)[1]
- Commandeur de l'Ordre du Mérite de Savoie (1859)